# Autorretrato (Mondrian, 1900)
Autorretrato (em holandês: Zelfportret) é uma pintura a óleo sobre tela realizada por pelo artista holandês Piet Mondrian em 1900. A pintura retrata o próprio artista ainda num estilo tradicional.